# Karolina Wlodarczak
Karolina Wlodarczak (* 27. Juni 1987 in Melbourne) ist eine ehemalige australische Tennisspielerin.

## Karriere
Wlodarczak begann mit zehn Jahren das Tennisspielen und spielte vor allem Turniere der ITF Women’s World Tennis Tour, wo sie fünf Titel im Doppel gewann.
2004 spielte sie ihr erstes ITF-Turnier in Bendigo, wo sie mit einem Sieg über Marinela Antonic in die zweite Qualifikationsrunde einzog, dort aber gegen Sandy Gumulya verlor.
2005 qualifizierte sie sich zu Beginn des Jahres bei den Australian Open für das Hauptfeld im Juniorinneneinzel, wo sie mit einem 3:6-, 6:3- und 6:2-Sieg über Lia Tapper in die zweite Runde einzog, dort aber gegen Olha Sawtschuk mit 1:6 und 3:6 verlor. Im Juniorinnendoppel verlor sie mit Partnerin Johanna Konta bereits in der ersten Runde.
2007 erhielt sie im Januar eine Wildcard für die Qualifikation zum Hauptfeld im Dameneinzel der Moorilla Hobart International, ihrem ersten Turnier der WTA Tour, wo sie aber bereits in der ersten Runde gegen Stéphanie Foretz mit 3:6 und 2:6 verlor.
2008 erhielt sie wieder eine Wildcard für die Qualifikation zum Hauptfeld im Dameneinzel der Moorilla Hobart International, wo sie mit einem 6:3- und 6:0-Sieg über ihre ebenfalls mit einer Wildcard ausgestatteten Landsfrau Brittany Sheed in die zweite Qualifikationsrunde einziehen konnte, dort aber gegen Jaroslawa Schwedowa mit 7:65, 1:6 und 0:3 nach Aufgabe verlor. Bei den anschließenden Australian Open erhielt sie eine Wildcard für die Qualifikation zum Hauptfeld im Dameneinzel, scheiterte aber in der ersten Runde gegen Julia Schruff mit 3:6 und 1:6. Zusammen mit Partnerin Marija Mirkovic erhielt sie eine Wildcard für das Damendoppel, wo die beiden aber gegen Jelena Kostanić Tošić und Martina Müller mit 1:6 und 2:6 klar verloren.
2009 spielte sie im Juli in der Qualifikation zum İstanbul Cup, wo sie gegen Kelly Anderson in der ersten Runde mit 6:1, 3:6 und 2:6 verlor. Im September kam sie bei der Qualifikation zu den Tashkent Open mit einem 6:2-, 2:6- und 6:2-Sieg über Lola Azimova in die zweite Qualifikationsrunde, scheiterte dort aber mit 2:6 und 1:6 an Arina Rodionova.
2010 trat sie im Juli bei den Qualifikationen in Prag und Bad Gastein und im September in Guangzhou und Seoul an, konnte aber nur in Bad Gastein die zweite Qualifikationsrunde erreichen.
2011 spielte sie im Mai die Qualifikation der Internationaux de Strasbourg, verlor aber in der ersten Runde gegen Kateryna Wolodko mit 1:6 und 4:6. Im Juni verlor sie bei der Qualifikation zu den e-Boks Sony Ericsson Open ebenfalls bereits in der ersten Runde mit 2:6 und 0:6 gegen Alexa Glatch. Im Juli erreichte sie die zweite Qualifikationsrunde der Collector Swedish Open, im September scheiterte sie wieder in der ersten Runde der Qualifikation der Hansol Korea Open. Mehr Erfolg hatte Wlodarczak 2011 aber im Doppel, als sie mit wechselnden Partnerinnen im Mai, Juni und August drei ITF-Titel im Doppel gewinnen konnte. Auch erreichte sie 2011 mit Platz 380 ihre höchste Platzierung in der WTA-Weltrangliste im Einzel.
2012 spielte sie bei vier Qualifikationen zum Hauptfeld im Dameneinzel der Turniere in Birmingham, ’s-Hertogenbosch, Båstad und Seoul, konnte aber nur in Seoul mit einem Sieg über Jekaterina Jaschina die zweite Qualifikationsrunde erreichen, wo sie gegen Wera Duschewina verlor. Im Mai gewann sie ihren vierten ITF-Titel an der Seite von Eva Waccano.
2013 erhielt sie zu Beginn des Jahres zusammen mit ihrer Partnerin Vanessa Dobson eine Wildacrd für das Hauptfeld im Damendoppel der Moorilla Hobart International, wo die beiden aber bereits in der ersten Runde gegen Garbiñe Muguruza und María Teresa Torró Flor verloren. In der Qualifikation zum Hauptfeld im Dameneinzel in Hobart scheiterte sie bereits in der ersten Runde gegen Chanel Simmonds wie auch in der Qualifikation der Internationaux de Strasbourg und Collector Swedish Open. 2013 spielte sie in der 2. Tennis-Bundesliga für den TK Blau-Weiss Aachen mit dessen Mannschaft sie in die 1. Bundesliga aufstieg. Im September konnte sie an der Seite von Franziska König ihren fünften ITF-Doppeltitel gewinnen.
2014 trat sie bei den ITF-Turnieren in Albuquerque und Biarritz im Doppel an. Während sie in Albuquerque mit Partnerin Nicola Slater bereits in der ersten Runde verlor, konnte sie mit Slater in Biarritz mit einem klaren 6:1- und 6:1-Sieg gegen Tanya Noury und Jessika Ponchet ins Viertelfinale einziehen, wo die beiden dann aber gegen die topgesetzten Mandy Minella und Laura Thorpe knapp in drei Sätzen verloren. Mit der Damenmannschaft des TK Blau-Weiss Aachen erreichte sie in der 1. Tennis-Bundesliga den vierten Tabellenplatz. Ende 2014 erreichte sie mit Platz 250 in der WTA-Doppelweltrangliste ihre beste Platzierung im Doppel.
2015 trat sie nur noch bei kleineren ITF-Turnieren in Versmold, Hechingen und Sobota im Doppel an, kam aber bei keinem der vorgenannten Turniere über die erste Runde hinaus. In der 1. Tennis-Bundesliga stieg sie mit der Damenmannschaft des TK Blau-Weiss Aachen mit 0:12 Punkten in die 2. Liga ab.
2016 spielte sie in Vaihingen, Contrexéville, Aschaffenburg und Bad Saulgau noch vier ITF-Turniere im Doppel, verlor aber mit wechselnden Partnerinnen jeweils bereits in der ersten Runde. 2017 spielte sie im November ihr letztes ITF-Turnier in Bendigo, wo sie auch 2004 ihre Karriere begann.

### College Tennis
Wlodarczak spielte von August 2007 bis Mai 2008 College Tennis für die Damentennismannschaft der Oklahoma State Cowgirls der Oklahoma State University.

## Turniersiege

### Doppel
| Nr. | Datum             | Turnier   | Kategorie   | Belag | Partnerin            | Finalgegnerinnen                    | Ergebnis          |
| --- | ----------------- | --------- | ----------- | ----- | -------------------- | ----------------------------------- | ----------------- |
| 1.  | 7. Mai 2011       | Wiesbaden | ITF $10.000 | Sand  | Mihaela Buzărnescu   | Dejana Raickovic Ghislaine van Baal | 6:74, 6:3, [10:6] |
| 2.  | 24. Juni 2011     | Breda     | ITF $10.000 | Sand  | Eva Wacanno          | Kim Kilsdonk Nicolette van Uitert   | 6:2, 6:4          |
| 3.  | 20. August 2011   | Ratingen  | ITF $10.000 | Sand  | Jelysaweta Jantschuk | Katharina Hering Dinah Pfizenmaier  | 3:6, 6:1, [10:2]  |
| 4.  | 4. Mai 2012       | Edinburgh | ITF $10.000 | Sand  | Eva Wacanno          | Elixane Lechemia Martina Přádová    | 4:6, 6:0, [13:11] |
| 5.  | 7. September 2013 | Huy       | ITF $10.000 | Sand  | Franziska König      | Julia Wachaczyk Nina Zander         | 6:2, 6:4          |

## Persönliches
Karolina ist die Tochter von Maria und Henryk und hat einen älteren Bruder Konrad, der Anwalt ist. Nach ihrer Tenniskarriere arbeitet Wlodarczak ebenfalls als Anwältin in Melbourne.